# Чапский, Адольф Сигизмундович
Адо́льф Сигизму́ндович Ча́пский (при рождении — Авраа́м-Абба Сигизмундович (Соломонович) Давидо́вич, псевдонимы — Антон Вацлавович Шустер, Яков Соломонович Гельман; 18 сентября 1892, Велюнь, Калишская губерния — 4 ноября 1937, Коммунарка) — работник советских спецслужб, сотрудник ИНО ГУГБ НКВД, майор госбезопасности (1936). Расстрелян в «особом порядке». Реабилитирован посмертно.

## Биография
Родился в городе Велюнь Калишской губернии в семье управляющего домом в Лодзи Соломона Давидовича. Был назван Авраамом Аббой, но уже в юношеские годы, находясь на учёбе в Германии, поменял имя на Адольф, впоследствии поменял и фамилию Давидович на Чапский. Далее использовал немало имён для прикрытия, самые частые из них: Антон (в некоторых источниках неверно указывается Аарон или Арон) Шустер и Яков Гельман. Среднее образование получил в училище в Лодзи, где окончил шесть классов коммерческого училища, после отправился в Германию, где в городе Штрелице в 1913 году окончил Политехнический институт. С 1913 года работал в банке города Лодзь.
В 1909 году вступил в Польскую социалистическую партию (ППС левица), вышел из неё в 1913 году. До революции арестовывался в Лодзи (1910), высылался из Кракова (1911); после революции арестовывался в Киеве (1918). В 1917—1918 годах — в партии левых эсеров (на Украине). С 1919 года — член ВКП(б). В 1919 году вступил в Красную Армию, с 1919 по 1921 годы был комиссаром военного инженерного управления 16-й армии, принимал участие в боях под Киевом, а также — на польской границе. В 1921 году окончил Военную академию Генштаба РККА.

## Работа в ИНО. Европа
С 1921 года работал в ИНО ОГПУ -НКВД СССР. Сразу был послан на закордонную работу, работал в Берлине (Германия), Париже (Франция), Стокгольме (Швеция), Копенгагене (Дания). Основной задачей было выяснение общих настроений в указанных странах и вербовка местных коммунистов. В 1924 году находился на нелегальной работе в Европе, возглавлял разведывательный отдел советской миссии в Стокгольме. Официальная должность для прикрытия — корреспондент ТАСС по Скандинавии. В августе 1924 года выехал из Стокгольма в Париж, где проживал как член советской миссии, а далее — в Москву. В его отсутствие работу секретных служб советской миссии возглавлял Л. М. Гужинский  и его помощник А. К. Сташевский. В 1925—1926 годах — резидент ИНО ОГПУ в Риме, его прикрытие — должность 1-го секретаря советского полпредства в Италии, паспорт на имя Антона Вацлавовича Шустера.

## Китай и Северная Америка
В 1926—1927 годы — на нелегальной работе в Китае. Был ответственен за судьбу китайского коммуниста, первого пропагандиста марксизма в Китае, Ли Да-чжао, который в апреле 1926 года был вынужден уйти в подполье. В апреле 1927 года Ли укрывался на территории Советского посольства в Пекине, где был обнаружен китайской полицией, арестован и казнён. Чапский вернулся в Москву и практически не выезжал в течение года. В 1929—1930 годах Чапский работал в США и Мексике. В США действовал сперва нелегально, затем — легально, в составе аппарата Амторга. Во всех посольствах существовал конфликт между непосредственно дипломатами и шпионами с легендами. С П. А. Богдановым, председателем Амторга того периода, был дружен, и конфликтов не возникало. В то же время Чапский был представителем Коминтерна в Америке и Мексике, работал в отделе международных связей. Через этот отдел набиралась агентура, через какое-то время вербовка членов партии была запрещена, эта линия стала считаться неэффективной. Отдел занимался обеспечением американскими паспортами агентов, Чапский вплотную занимался этой задачей. С 1931 года занимал руководящие посты в центральном аппарате ИНО ОГПУ.

## Нелегальный период
В 1933—1935 годы — на нелегальной работе в Швейцарии (1933—1934), Австрии (1933—1934), Чехословакии (1934), Германии (1933—1935), Франции (1935). Был причастен к вербовке Кембриджской пятёрки. Основная работа велась в Австрии, в Вене.
Награды: знак «Почетный работник ВЧК—ОГПУ (XV)» № 526 (1933).

## Лондон
С 1936 года — резидент ИНО ГУГБ НКВД в Лондоне, имя и должность для прикрытия: Антон Вацлавович Шустер, 2-й секретарь полпредства СССР в Великобритании. К работе привлёк своего родного брата, Бернарда Давидовича, который открыл в Лондоне магазин по продаже пушнины, через этот магазин шли деньги советским нелегалам (впоследствии Бернард был арестован английскими спецслужбами и пропал без вести). Летом 1937 г. был внезапно вызван в Москву, передал свои дела шифровальщику посольства Горскому. Ареста своего ожидал, что не помешало ему вернуться в СССР. В свою невиновность верил, как, впрочем, и отлично понимал, что многие знакомые и друзья-сослуживцы не могут быть задействованы в шпионской деятельности против Советского Союза. Из Ленинграда, где остановился на ночь проездом, обзванивал своих друзей, по многим телефонам отвечали абсолютно другие люди.

## Арест
До ареста проживал по адресу: ул. Ф.Дзержинского, дом 12, кв. 34, Москва. 18 сентября 1937 г. отпраздновал свой день рождения с друзьями и сослуживцами по службе (ИНО ОГПУ-НКВД). 19 сентября 1937 г. был арестован на рабочем месте, в своем кабинете, в 6 отделе ГУГБ НКВД СССР. Из материалов «дела» следует, что обвинялся в «причастности к нескольким зарубежным разведкам», которым, якобы, «поставлял необходимые данные и систематически проваливал советские операции».  На очной ставке 29.10.1937 Чапского с М. Скоковской (одной первых в истории легендарных женщин-разведчиц) последняя на вопрос следствия заявила: «Он несет какой-то абсурд. Мне совершенно непонятна преднамеренная ложь этого человека. Я решительно и в категорической форме отвергаю его показания, как заведомо вымышленные.». 
Внесен в Сталинский расстрельный список «Москва-центр» («Бывш. сотрудники НКВД)  от  1 ноября 1937 г. ( за расстрел Сталин, Молотов). 4 ноября 1937 года по обвинению в «измене Родине, совершенной военнослужащим», и «шпионаже» (статья 58-1б и статья 17-58\8 УК РСФСР) подписями  представителей НКВД СССР, Прокуратуры СССР и ВКВС СССР приговорён к высшей мере наказания в «особом порядке» и в тот же день расстрелян. Официальная версия для родственников: 10 лет без права переписки. В первом фальшивом свидетельстве указана смерть в заключении в 1939 году. Факт расстрела долгое время умалчивался.  Место захоронения — спецобъект НКВД «Коммунарка»,  Москва.
Супруга Чапского А. Ф., Чапская-Огорд Сигрид Карловна, 1901 года рождения, уроженка города Копенгагена (Дания), была приговорена к восьми годам лишения свободы в ИТЛ как ЧСИР, наказание отбывала в ТЕМЛАГе. Дети Чапского А. Ф., Карл 11 лет и Феликс 5 лет, были отправлены в детские дома города Кузнецка Пензенской области.
Реабилитирован 4 июля 1957 года ВКВС СССР за отсутствием состава преступления.
1. ↑  Ныне — город в Лодзинском воеводстве, Польша.